# Räktjärv (meer)
Het Räktjärv is een meer in Zweden en kan worden gezien als een plaatselijke verbreding van de Kalixälven. Het ligt in de gemeenten Överkalix en Kalix en is met het zuidelijke randmeer Räktjärvänden ongeveer veertien bij een kilometer.
Er ligt ook een dorp met dezelfde naam Räktjärv aan het meer, maar dat is over de twee gemeenten verdeeld. Een deel van Räktjarv hoort bij Överkalix, het andere deel van Räktjärv bij Kalix.